# Villa Epecuén
Villa Epecuén è stato un villaggio turistico situato nel partido di Adolfo Alsina nella Provincia di Buenos Aires, in Argentina. Attualmente abbandonato, le sue rovine si trovano sulla sponda orientale della laguna Epecuén, circa 7 chilometri a nord della cittadina di Carhué.

## Storia
Sorto nei primi anni 1920, Epecuén si sviluppò in breve tempo grazie sia alle proprietà terapeutiche delle acque salate del lago Epecuén, sia alla vicinanza con la capitale argentina, da cui i villeggianti potevano facilmente arrivare con il treno: la linea della Ferrocarril Sarmiento serviva direttamente la stazione Villa Epecuén, mentre quella della Ferrovie Midland e delle Ferrovie del Sud trasportavano i passeggeri fino alla vicina stazione di Carhué.
Nel periodo di massimo splendore, tra gli anni 1950 e 1970, si stima che la cittadina ospitasse contemporaneamente 7.000 visitatori, dei quali solo 5.000 dichiarati, mentre nella stagione da novembre a marzo transitava un totale di circa 25.000 presenze.
Ciò permise l'insediamento di 280 attività, tra cui negozi ed hotel di lusso e locali alla moda, che fecero arrivare il numero di abitanti stabili a 1.500.
Il 10 novembre 1985 nel lago si verificò un raro e intenso evento di sessa causato dall'abbassamento della pressione atmosferica, che causò un moto ondoso dalle grandi proporzioni. Questa situazione causò la distruzione della diga posta a protezione della città, che in pochi giorni venne sommersa completamente. Fortunatamente il livello delle acque si alzò in modo graduale, permettendo a residenti e villeggianti di mettersi in salvo, senza che nessuno morisse.
Già l'anno successivo il livello del lago era salito di quattro metri, raggiungendo quindi il punto più alto nel 1993, quando arrivò a 10 metri sul livello precedente. Da quel momento le acque cominciarono a ritirarsi, fino a ritornare sui livelli precedenti al disastro. Fu così che, a partire dal 2009 la città di Epecuén riaffiorò, mostrando le rovine di quella che fu un'importante cittadina balneare.
Pian piano i media cominciarono ad occuparsi nuovamente della città: per prima ci pensò la rivista Atlantic che, nel 2011, pubblicò una galleria fotografica; in seguito si susseguirono altre iniziative e pubblicazioni al fine di riscoprire la località, tra cui il documentario su Pablo Novak, l'unico uomo che decise di ritornare ad abitare la sua vecchia città, nonché un video pubblicitario del biker trialer Danny MacAskill.Pablo Novak morì il 22 gennaio 2024 a quasi 94 anni, rendendo così la citta priva di abitanti, anche se Novak si era trasferito a Buenos Aires già nel 2021.

## Galleria d'immagini

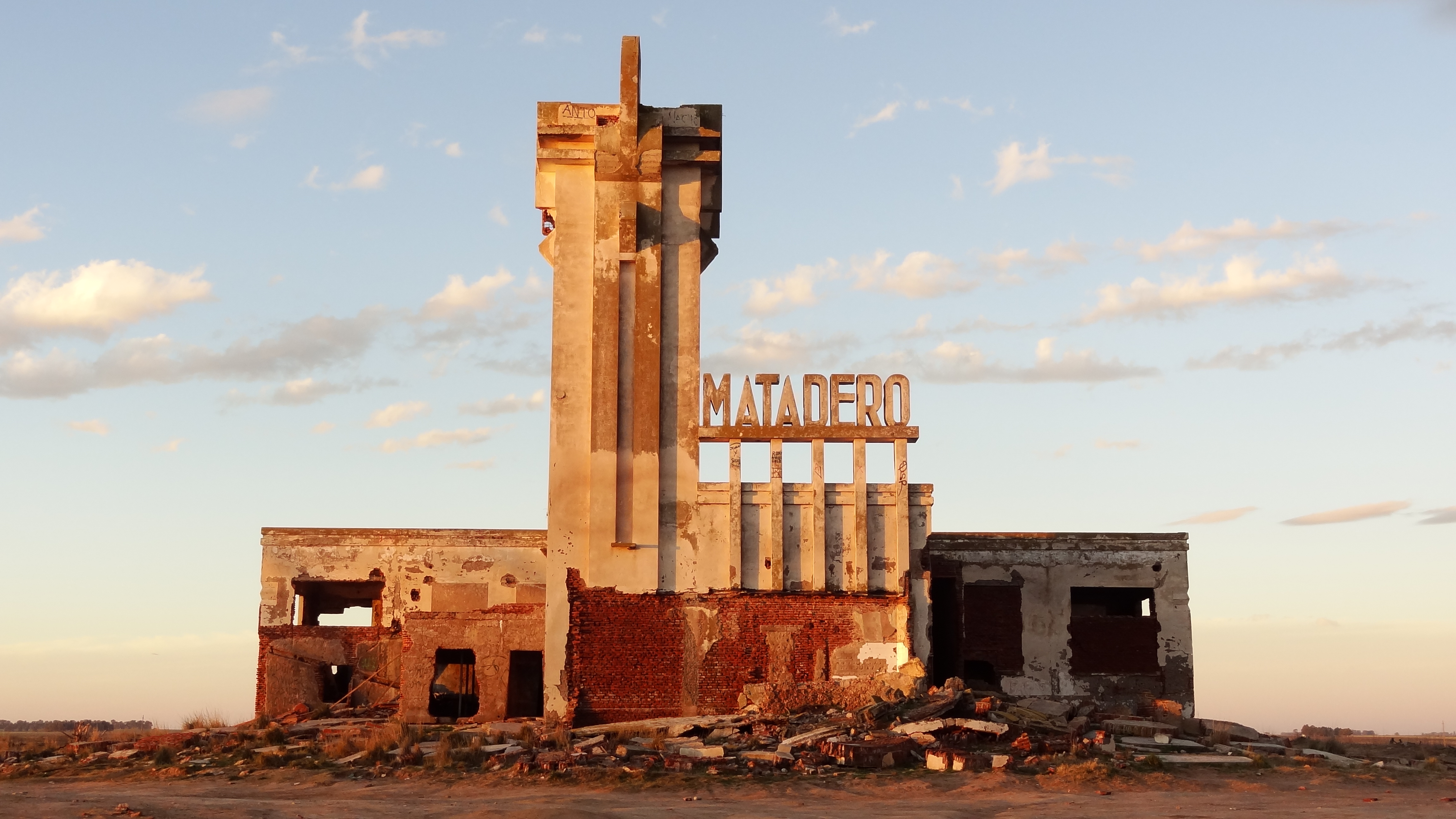
Il mattatoio
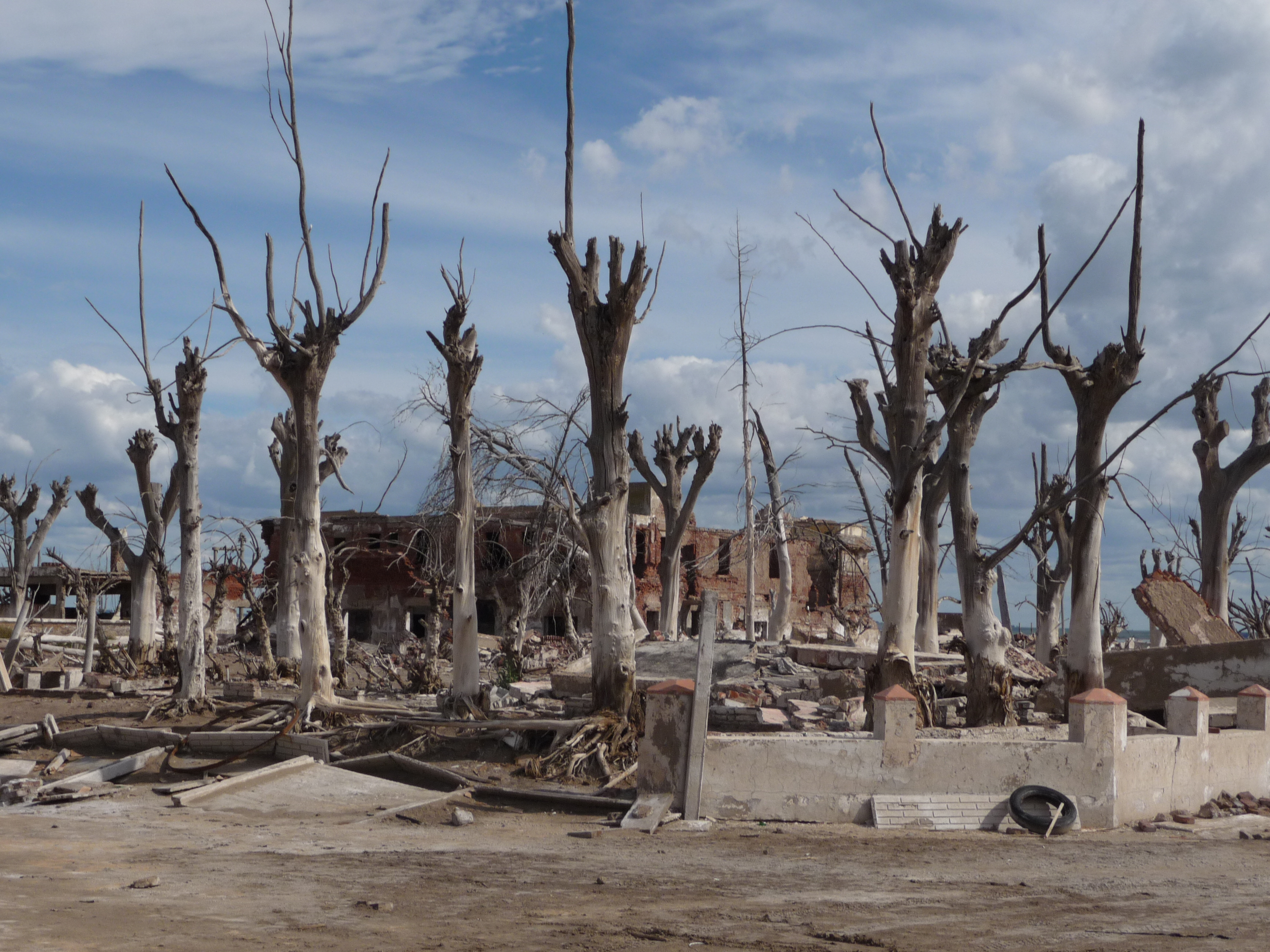
Rovine di Epecuén
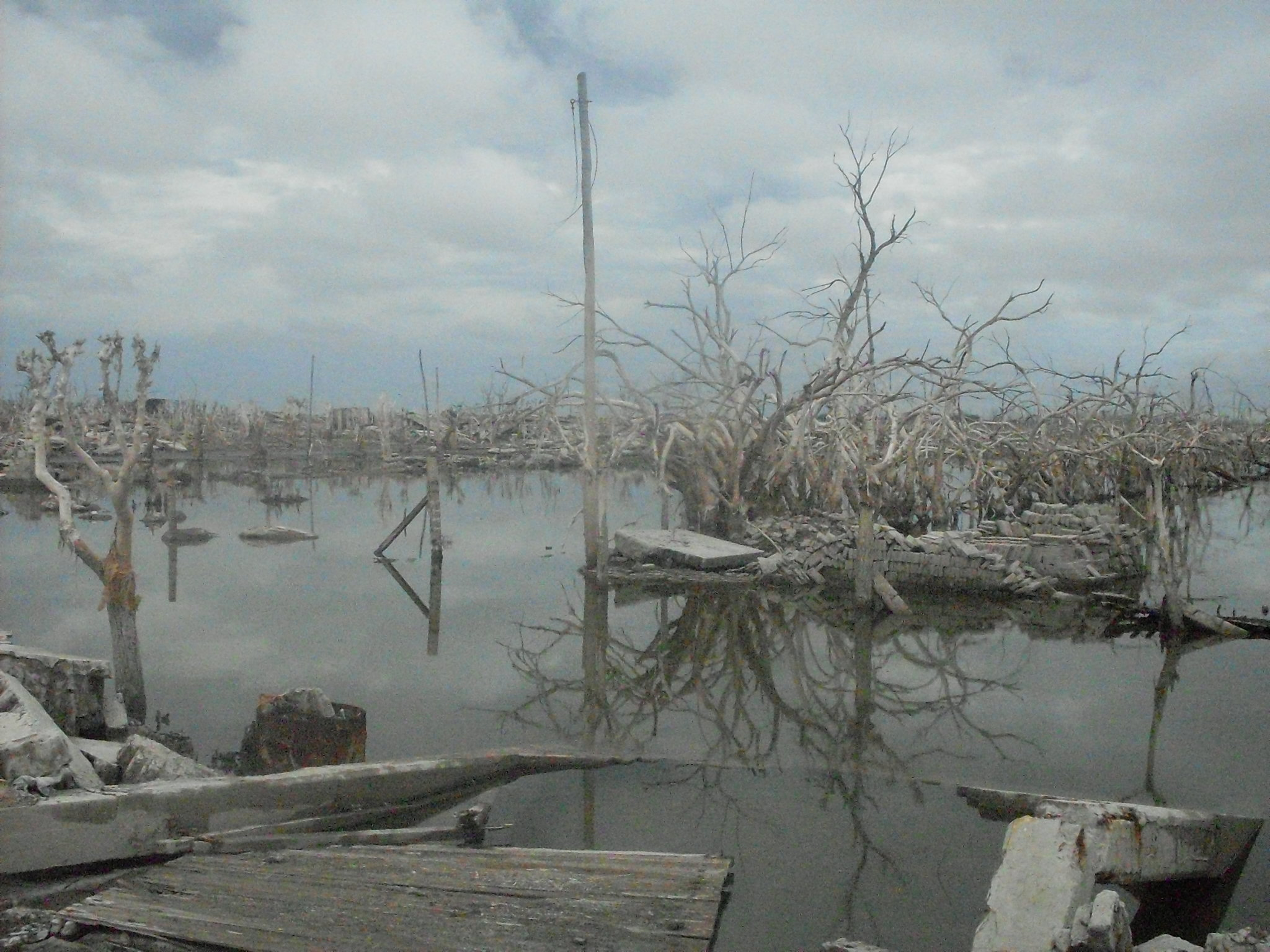
Rovine di Epecuén